# Idalima ardescens
Idalima ardescens är en fjärilsart som beskrevs av Butler 1884. Idalima ardescens ingår i släktet Idalima och familjen nattflyn. Inga underarter finns listade i Catalogue of Life.